# Saint-Élier
 Saint-Élier  là một xã của tỉnh Eure, thuộc vùng Normandie, miền bắc nước Pháp.